# 慣用音
慣用音（かんようおん）とは、音読み（日本漢字音）において中国漢字音との対応関係が見られる漢音・呉音・唐音に属さないものを言う。多く間違って定着したものや発音しやすく言い換えられたものを指す。古くからこの語があるのではなく、言語学的研究が進んだ大正時代以降に呼ばれた言葉である。

## 百姓読み
間違いが定着したものが多いのは、声符である旁から勝手に類推して読んだ音、いわゆる「百姓読み」である。たとえば「輸（シュ）」「滌（デキ）」「涸（カク）」「攪（コウ）」「耗（コウ）」などは旁の音に引かれて「輸入（ユニュウ）」「洗滌（センジョウ）」「涸渇（コカツ）」「攪拌（カクハン）」「消耗（ショウモウ）」と読まれる。このような音を慣用音と表記している。

## 分類できない字音
明らかに中国から来た字音で広く流通しているにもかかわらず、呉音・漢音・唐音に分類できないものがある。例えば、茶は呉音では「ダ」、漢音では「タ」、唐音では「サ」である。「チャ」という字音は院政時代の字書『色葉字類抄』などから見られ、漢音と唐音の間の時期に流入したと考えられる。また、｢椪柑｣（ポンカン）の｢椪｣は呉音･漢音･唐音いずれも不明で、｢ポン｣は台湾語音に由来するのではないかと見られる(#ポンカンの名称も参照)。このような字音も慣用音に入れられている。

## 字音の混同
漢字には多数の字義をもち、字義に応じて複数の字音を使い分けるものがある。例えば、「易」は「たやすい」の意味では「イ」、「変える」の意味では「エキ（漢音）・ヤク（呉音）」となる。このような多音字において、字義に対する字音を取り違えて使われるものがある。例えば、「罷」は「つかれる」の意味では「ヒ」、「やめる」の意味では「ハイ」であるが、罷免などは「ヒメン」と読み、「ハイ」ではなく「ヒ」が使われている。このとき「やめる」の意味に対する「ヒ」という字音は慣用音とされる。

## 入声「フ」の変化音
また漢字の入声（語末の破裂音）[k][p][t]のうち、[p]は後続語の語頭子音が破裂音や摩擦音である場合を除いて、母音挿入され「フ」とされた（「フ」の子音はもともと[p]であったと推測されている。）。例えば「蝶（テフ）」。しかし、その後、「フ」の子音は[ɸ]に変わり、さらに後には語中・語尾のハ行はワ行へと変化した（ハ行転呼）。この変化を受けて一般的に入声「フ」は「ウ」に変化した。例えば「蝶（チョウ）」。しかし、もともとは[p]であったため、古語で後続音が破裂音・摩擦音の連語の場合に破裂音を促音として残しているものもある。例えば「甲子（カッシ）」「合戦（カッセン）」「入声（ニッショウ）」「集解（シッカイ）」「法度（ハット）」など。しかし、現在では多くが後続音が破裂音・摩擦音であっても促音化せず「ウ」とするのが普通である。「甲子園（コウシエン）」「合成（ゴウセイ）」「入賞（ニュウショウ）」「集会（シュウカイ）」「法廷（ホウテイ）」など。これに対して促音を維持しつつそれ以外の「フ」を「ツ」に変えるものも現れた。例えば「立（リフ）」「執（シフ）」「圧（アフ）」「接（セフ）」などは後続音に関わらず「リツ」「シツ」「アツ」「セツ」とする。例えば、それぞれ「立面（リツメン）」「確執（カクシツ）」「圧力（アツリョク）」「直接（チョクセツ）」など（実際のところ、「建立（コンリュウ）」「妄執（モウシュウ）」など、「立」「執」には「リフ>リュウ」「シフ>シュウ」の字音も共用されている。）。漢和辞典の見出しにも「アツ」「リツ」「シツ」と書かれ、[p]の系統からはずれてあたかも[t]の体系に属するように見えるため、漢和辞典ではこれを慣用音と表記している。

## 字訓の字音化
｢奥｣は漢音｢オウ（アウ）／イク（ヰク）｣、｢早｣は漢音｢ソウ（サウ）｣で、｢奥意｣｢奥地｣の｢オク｣、｢早急｣｢早速｣の｢サッ｣という読み方は、それぞれ字訓｢おく｣、｢さ‐｣（｢早乙女｣｢早苗｣）に由来する。｢オク｣、｢サッ｣は｢奥｣、｢早｣の慣用音と認められている。

## 慣用音認定の問題点
従来、上記のようなはっきりしたものでなくても、呉音・漢音・唐音の体系からはずれるものはすべて慣用音としてきたが、最近ではこれを見直す動きがある。特に呉音はきっちりした体系をもつものではないにもかかわらず、学者たちが自ら立てた体系に合わないものをすべて慣用音に回してきた経緯がある。最近では、これを仏典に注記されている漢字音をもとに呉音に戻す立場もある。また清音・濁音が違うだけで慣用音に回すといったこともなされてきたが、もともと日本漢字音が中国音の清濁の区別をきっちり反映しているとは言い難く、これにこだわるべきではないとの指摘もある。このように慣用音の認定にはいまなお困難な問題を多く有しており、漢和辞典によって僅かな差異を生んでいる。